# بابافرج تبریزی

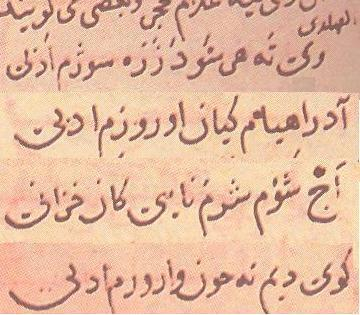
نمونه‌ای از فهلویات بابافرج تبریزی.

بابافرج بن بدل بن فرج تبریزی از صوفیان تبریز در سدهٔ ششم هجری بوده و در کتاب سلسلهٔ ارادت از نوادگان جنید بغدادی دانسته شده‌است. وی در سال ۵۶۸ هجری درگذشته و در گورستان گجیل این شهر به خاک سپرده شده‌است. آرامگاه بابافرج در سال ۷۵۵ هجری بازسازی شده و در روزهای شنبه زیارتگاه صوفیان تبریز بوده‌است. خانوادهٔ حسین کربلایی (مؤلف روضات‌الجنان) خادمان این زیارتگاه بوده‌اند و «بابافرجی» خوانده می‌شده‌اند.
بابافرج در اوایل متحول‌الحال بوده و گاهی به خانقاه‌داری و تربیت افراد می‌پرداخته و گاهی هم در حمام محلهٔ گجیل مخفی می‌شده‌است. روزی حفده عطاری در مسجد جامع تبریز وعاظی می‌کرده که بابافرج جذب حرف‌های او شده و با بدن عریان از حمام بیرون جسته و در مسجد حضور یافته‌است. حفده با این‌که او را نمی‌دید، زبانش بسته شده و از وعظ‌گفتن عاجز شد و پس از رفتن بابافرج، سخنرانی خود را ادامه داد. وی پس از مطلع‌شدن از موضوع به نزد بابافرج رفته و از مریدان خانقاه او شد.
در کتاب سعادتنامه اثر شیخ محمود شبستری آمده که حفده عطاری پرسید: «جهان مُحدَث است یا قدیم؟» و بابافرج پاسخ داد: «که فرج تا که چشم بگشاده‌است نظرش بر جهان نیفتاده‌است. وصف چیزی چه بایدت پرسید که دل و دیده هرگز آن بندید؟». امام با شنیدن این سخن، «مرد کار را بشناخت» و «تختهٔ علم را در آب انداخت».
به اعتقاد بابافرج، جهان خالی از «بد» بوده و او «شر مطلق» را نفی می‌کرده‌است. روزی شخصی کافر قاتلی را دید و از بابافرج در رابطهٔ با نیکی او سؤال کرد. بابافرج دو نیکی را به وی نسبت داد؛ یکی آن‌که قاتل این کافر، انسان دیندار و جهادگری است و دیگر آن‌که مقتول این فرد، شهید محسوب می‌شود.
شیخ نجم‌الدین کبری به نزد بابافرج آمده و به هنگام ملاقات با او، لباس تن بابافرج شکافته شد و سپس به حالت اولیه بازگشت و بابافرج آن را به وی داد. این لباس بدان‌جهت فرجی خوانده می‌شود که متعلق به بابافرج است. مولانا در مثنوی معنوی در این‌رابطه می‌گوید: «صوفیی بدرید جبّه در حَرَج پیشش آمد بعد بدریدن فَرَج؛ کرد نام آن دریده فَرَجی این لقب شد فاش زان مرد نجی».